# Petelia larentiata
Petelia larentiata är en fjärilsart som beskrevs av Walker 1862. Petelia larentiata ingår i släktet Petelia och familjen mätare. Inga underarter finns listade i Catalogue of Life.